# Квартет
Квартет (фр. quatuor, пољ. kwartet) у музици је ансамбл од четири пјевача или инструменталних извођача; или музичка композиција за четири гласа или инстурмента.